# Seifertshofen (Ebershausen)
Seifertshofen ist ein  Kirchdorf in der Gemeinde Ebershausen im schwäbischen Landkreis Günzburg. 
Der Ort zählt 172 Bewohner, wobei diese Zahl die Einwohnerzahl der ehemaligen Gemeinde Seifertshofen darstellt. Das bedeutet, dass in dieser Zahl  die Einwohnerzahl des Dorfes Waltenberg enthalten ist.

## Lage
Das Dorf liegt ungefähr eineinhalb Kilometer nördlich von Ebershausen am westlichen Rand des Tals des Haselbachs an der von Nattenhausen nach Ebershausen führenden Kreisstraße GZ 13.

## Ortsname
Im Lauf der Geschichte gab es für den Ortsnamen von Seifertshofen folgende Schreibweisen – Sigebrechtshoven, Sibrehtshoven, Sibrachtshofen, Seybraczhofen, Seybertshofen, Seybertzhofen, Seybertzhoven – die „zu den Höfen des Sigeprecht“ bedeuten. Der Ortsname lässt sich also auf den Vornamen „Sigeprecht“ zurückzuführen.

## Geschichte
Ein Indiz für die frühe Besiedelung der Gegend sind die, vor allem in den Wäldern östlich des Haselbach- beziehungsweise Gutnachtals liegenden vorgeschichtlichen Grabhügelfelder und keltischen Viereckschanzen.
Seifertshofen, das im Jahr 1316 erstmals urkundlich erwähnt wurde, gehörte zu dieser Zeit zur hochstiftlichen Burg Hasberg. Außer einem Hof, der dem Franziskanerinnenkloster Klosterbeuren gehörte, wechselte der Ort im Lauf der Jahrhunderte mehrmals den Besitzer. Zuerst kamen die Seifertshofer Anwesen an das Kloster Roggenburg, dann im Jahr 1581 an Jakob Fugger von Kirchberg-Weißenhorn und schließlich zur St. Jakobspfründe in Augsburg (1695).
Im Jahr 1805 kam Seifertshofen, wie das gesamte Gebiet zwischen Iller und Lech an Bayern.
Im Zuge der Bayerischen Gebietsreform während der 1970er Jahre wurde die Gemeinde Seifertshofen, zu der die Dörfer Seifertshofen und Waltenberg gehörten, am 1. Mai 1978 nach Ebershausen eingemeindet.

## Sehenswürdigkeiten

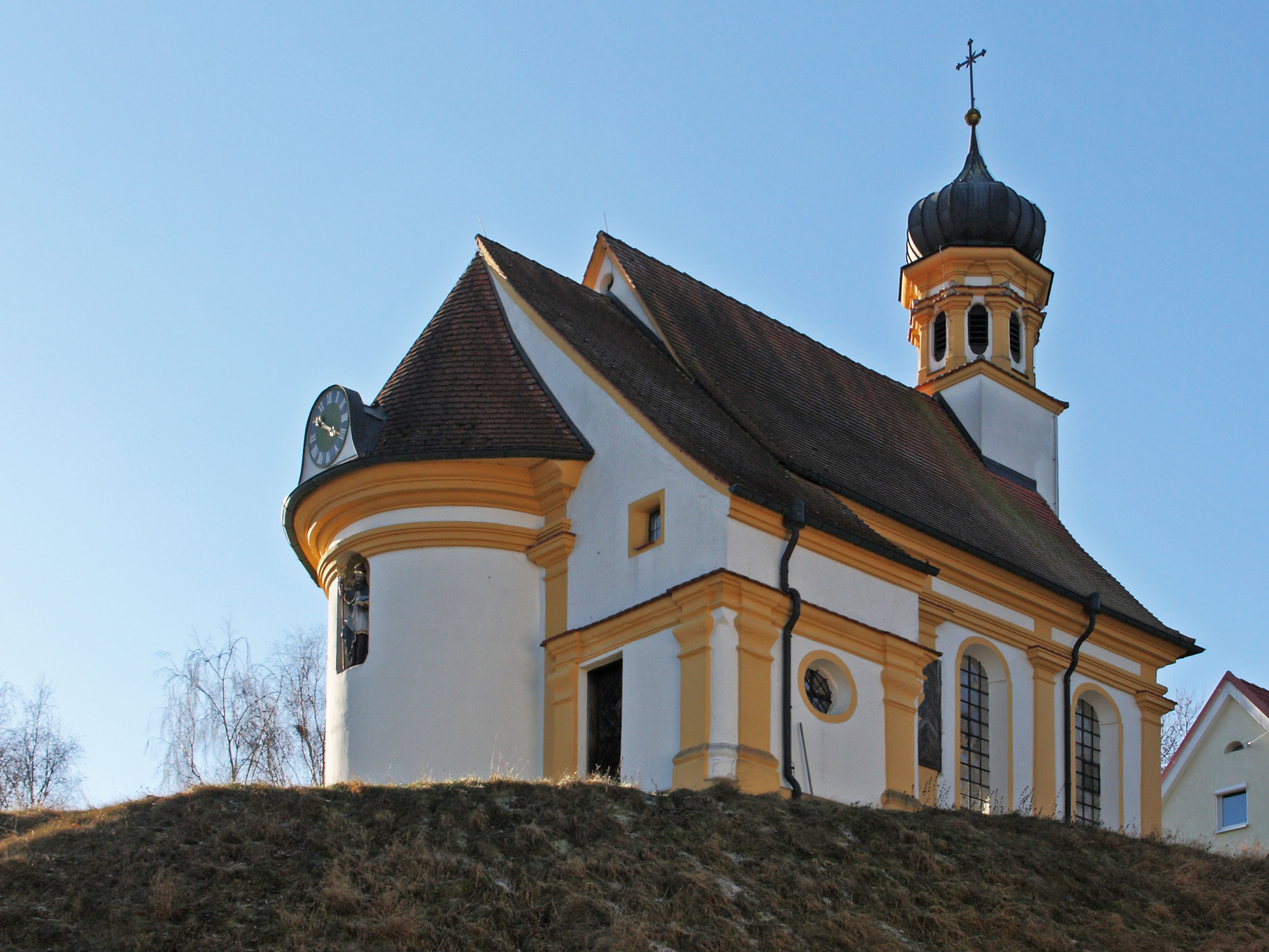
Kirche St. Ulrich

Die auf einer weithin sichtbaren Anhöhe im Westen des Ortes erbaute kleine Kirche St. Ulrich wurde im Jahr 1731 wahrscheinlich von einem Meister aus Vorarlberg erbaut. Möglicherweise wurden beim Bau der Kirche Teile des Vorgängerbaus weiter verwendet. Das würde einerseits die kurze Bauzeit von nur einigen Monaten und andererseits das etwas verschachtelte Aussehen des Kirchengebäudes erklären.
Die ursprüngliche barocke Ausstattung der Kirche blieb bis heute weitestgehend erhalten. In der Kirche findet man mehrere Darstellungen und Figuren des Hl. Ulrich, unter anderem am Altarbild und am Deckenfresko des Memminger Malers Marschner aus den 1950er Jahren. Hinter den Seitenaltären fand man bei der letzten Renovierung der Kirche im Jahr 1991 gemalte Altarattrappen. Man entschied jedoch, die offensichtlich erst später eingebauten Seitenaltäre in der Kirche zu belassen. Eine Besonderheit ist, dass man nur von außen über eine Holztreppe in die Kanzel gelangen konnte, die für die relativ kleine Kirche recht groß ist.